# Lilienzepterstern

Lilienzepterstern im Wappen von Götterswickerhamm

Der Lilienzepterstern ist in der Heraldik eine Wappenfigur und wird auch mit Karfunkelstern oder Karfunkelrad beschrieben. Auch Lilienzepterrad, kurz Zepterrad, oder Lilienhaspel und Glevenhaspel bezeichnen diese Figur.
Dargestellt wird ein Rad mit meistens acht Lilienzeptern von einer Nabe nach den Schildrand strebend, die gelegentlich auf den Stäben mit Kugeln besetzt sein können. Die Zepter enden in die namensgebende Lilie. Die Tingierung folgt den heraldischen Regeln. Die Zahl Acht wird als Standard angesehen, andere „Speichen-“zahlen sind in der Wappenbeschreibung zu erwähnen. Die Nabe kann nur eine runde Öffnung sein oder mit einem Karfunkel (Edelstein) besetzt sein.

## Beispiele

Acht Lilienzepter im Lilienzepterstern auf einem Herzschild (Herzogtum Kleve)
Zwölf Lilienzepter im Lilienzepterstern (Gnarrenburg)
Unterhalber Lilienzepterstern (Drevenack)
Oberhalber Lilienzepterstern (Labbeck)
Acht Lilienzepter im Lilienzepterstern (Hamminkeln)
Acht Lilienzepter im Lilienzepterstern auf einem Balken (Brünen)
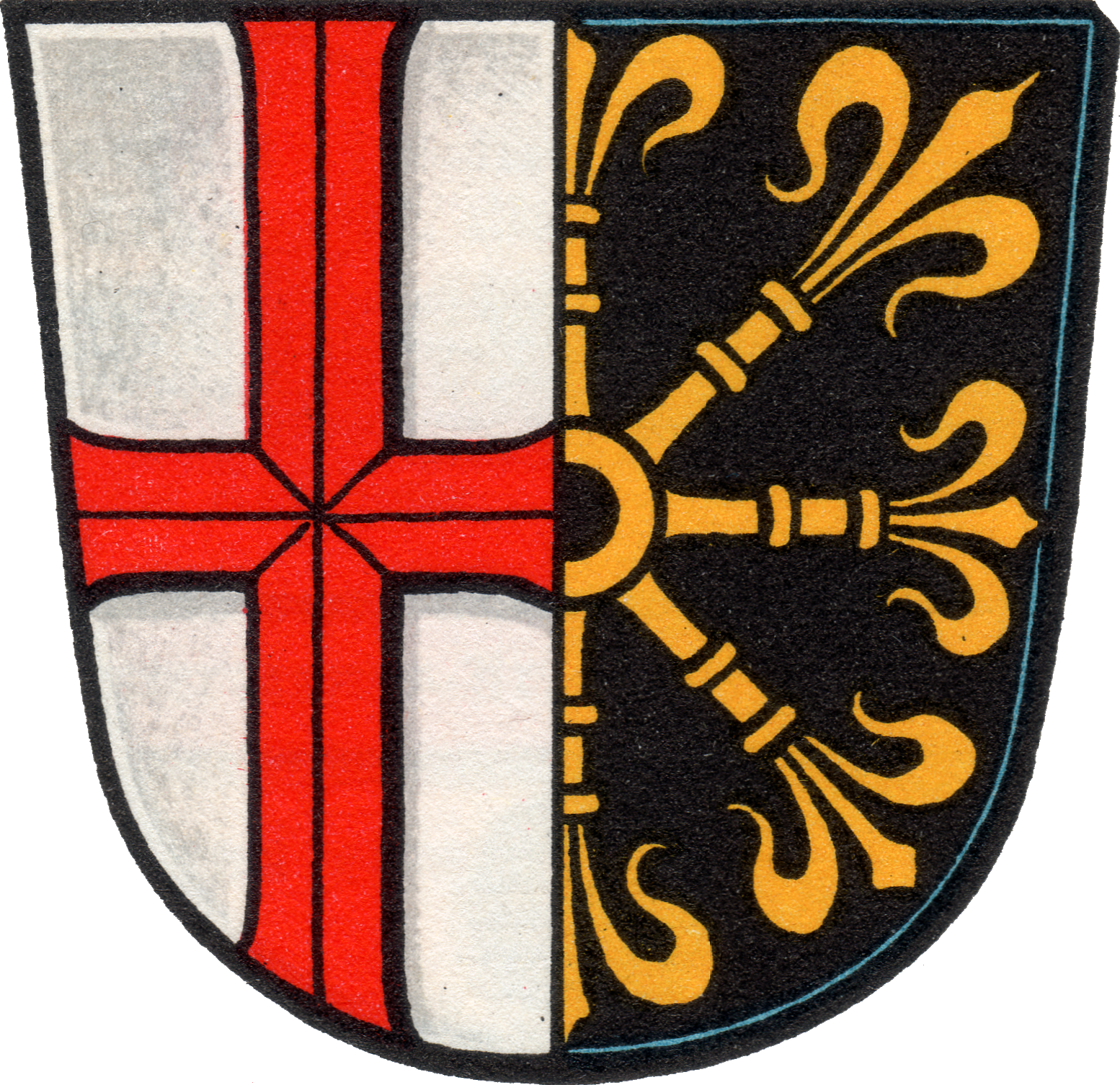
Im gespaltenen Schild vorne in Weiß ein durchgehendes rotes Kreuz, hinten in Schwarz ein halber goldener Lilienzepterstern am Spalt (Bleidenstadt)

Im großen preußischen Wappen ist auf Feld 17 in Rot ein schwarzer Lilienzepterstern für das Herzogtum Kleve eingestellt.